# PSMA2
PSMA2 (англ. Proteasome subunit alpha 2) – білок, який кодується однойменним геном, розташованим у людей на короткому плечі 7-ї хромосоми. Довжина поліпептидного ланцюга білка становить 234 амінокислот, а молекулярна маса — 25 899.
| 10         |  | 20         |  | 30         |  | 40         |  | 50         |
| ---------- |  | ---------- |  | ---------- |  | ---------- |  | ---------- |
| MAERGYSFSL |  | TTFSPSGKLV |  | QIEYALAAVA |  | GGAPSVGIKA |  | ANGVVLATEK |
| KQKSILYDER |  | SVHKVEPITK |  | HIGLVYSGMG |  | PDYRVLVHRA |  | RKLAQQYYLV |
| YQEPIPTAQL |  | VQRVASVMQE |  | YTQSGGVRPF |  | GVSLLICGWN |  | EGRPYLFQSD |
| PSGAYFAWKA |  | TAMGKNYVNG |  | KTFLEKRYNE |  | DLELEDAIHT |  | AILTLKESFE |
| GQMTEDNIEV |  | GICNEAGFRR |  | LTPTEVKDYL |  | AAIA       |  |            |

A: Аланін

C: Цистеїн

D: Аспарагінова кислота

E: Глутамінова кислота

F: Фенілаланін

G: Гліцин

H: Гістидин

I: Ізолейцин

K: Лізин

L: Лейцин

M: Метіонін

N: Аспарагін

P: Пролін

Q: Глутамін

R: Аргінін

S: Серин

T: Треонін

V: Валін

W: Триптофан

Кодований геном білок за функціями належить до гідролаз, протеаз, треонінових протеаз. 
Локалізований у цитоплазмі, ядрі.